# 560
Năm 560 là một năm trong lịch Julius.

## Mất
- Bắc Chu Hiếu Minh Đế